# Херман II фон Волденберг
Херман II фон Волденберг (на немски: Hermann II Graf von Woldenberg; * пр. 1234 † между 23 май 1271 и 14 март 1272) е граф на Волденберг в Долна Саксония и Хаген.

## Произход
Той е най-големият син на граф Хайнрих I фон Волденберг († 1251) и съпругата му София фон Хаген († 1261), дъщеря на Лудвиг/Лудолф фон Хаген († сл. 1218), шериф на Щетербург, внучка на Вернер фон Хаген († сл. 1146).
Баща му Хайнрих I се преименува на „фон Хаген“

## Фамилия
Херман II фон Волденберг се жени пр. 15 юли 1238 г. за Хедвиг фон Вернигероде († сл. 7 ноември 1264), внучка на граф Албрехт III фон Вернигероде († сл. 1214/1224) и съпругата му фон Кверфурт. Съпругата му Хедвиг е дъщеря на граф Гебхард I фон Вернигероде в Дерлингау и Нордтюринггау († 1270) и Луитгард († сл. 1259); или дъщеря на брата на Гебхард I, на граф Конрад I фон Вернигероде в Амбергау, шериф на Дрюбек († сл. 1253) и Хадевиг († 1252). Те имат осем деца:
- Йохан II фон Волденберг († сл. 24 юни 1331), граф на Вердер-Бокенхем, граф на Волденберг, женен пр. 30 април 1302 г. за графиня Юта фон Халермунд († 5 май 1327 – 15 юни 1333); имат 13 деца
- Лудолф IV фон Волденберг († 27 януари-4 март 1286), граф на Вердер ан дер Нете, женен за Аделхайд († сл. 8 април 1276); имат 9 деца
- Хайнрих фон Волденберг († сл. 1275), домхер в Хилдесхайм (1264 – 1275), архдякон в Борзум (1270)
- Буркхард фон Волденберг († сл. 1264)
- Конрад I фон Волденберг († 29 юни 1331 – 7 юни 1338), граф на Вердер, господар на Гандерсхайм, женен за Хилдебург фон Залдерн († сл. 1276); имат 9 деца
- Хойер III фон Волденберг († 12 март 1327 – 28 април 1331), женен за София († сл. 1320/сл. 1331); имат 5 деца
- София фон Волденберг († сл. 20 януари 1324), омъжена пр. 2 февруари 1321 г. за Херман фон дер Говише († сл. 1325)
- дъщеря фон Волденберг, омъжена за рицар Улрих фон Хоенбюхен († сл. 1277)